# Сотницька Балка
Со́тницька Ба́лка — село в Україні, в Новоукраїнській міській територіальній громаді Новоукраїнського району Кіровоградської області. Населення становить 88 осіб.

## Населення
Згідно з переписом УРСР 1989 року чисельність наявного населення села становила 88 осіб, з яких 35 чоловіків та 53 жінки.
За переписом населення України 2001 року в селі мешкало 90 осіб.

### Мова
Розподіл населення за рідною мовою за даними перепису 2001 року:
| Мова       | Відсоток |
| ---------- | -------- |
| українська | 90,91 %  |
| російська  | 6,82 %   |
| білоруська | 1,14 %   |
| молдовська | 1,14 %   |